# Lista di asteroidi (796001-797000)
Di seguito una lista di asteroidi dal numero 796001  al 797000 con data di scoperta e scopritore.

## 796001–796100
| Nome   | Designazione provvisoria | Data di scoperta | Scopritore          |
| ------ | ------------------------ | ---------------- | ------------------- |
| 796001 | 2008 YU85                | 29 dicembre 2008 | Spacewatch          |
| 796002 | 2008 YO96                | 29 dicembre 2008 | Mount Lemmon Survey |
| 796003 | 2008 YF105               | 29 dicembre 2008 | Spacewatch          |
| 796004 | 2008 YG121               | 30 dicembre 2008 | Spacewatch          |
| 796005 | 2008 YX121               | 30 dicembre 2008 | Spacewatch          |
| 796006 | 2008 YZ128               | 31 dicembre 2008 | Spacewatch          |
| 796007 | 2008 YP161               | 21 dicembre 2008 | Mount Lemmon Survey |
| 796008 | 2008 YB177               | 22 dicembre 2008 | Spacewatch          |
| 796009 | 2008 YP177               | 22 dicembre 2008 | Spacewatch          |
| 796010 | 2008 YX181               | 9 agosto 2015    | Pan-STARRS 2        |
| 796011 | 2008 YR186               | 20 febbraio 2014 | Pan-STARRS          |
| 796012 | 2008 YD188               | 21 dicembre 2008 | Mount Lemmon Survey |
| 796013 | 2008 YW190               | 31 dicembre 2008 | Spacewatch          |
| 796014 | 2008 YE193               | 21 dicembre 2008 | Mount Lemmon Survey |
| 796015 | 2008 YS195               | 31 dicembre 2008 | Mount Lemmon Survey |
| 796016 | 2008 YM198               | 31 dicembre 2008 | Mount Lemmon Survey |
| 796017 | 2009 AN7                 | 1 gennaio 2009   | Mount Lemmon Survey |
| 796018 | 2009 AD9                 | 29 dicembre 2008 | Spacewatch          |
| 796019 | 2009 AX45                | 2 gennaio 2009   | Spacewatch          |
| 796020 | 2009 AY51                | 1 gennaio 2009   | Mount Lemmon Survey |
| 796021 | 2009 AA55                | 1 gennaio 2009   | Spacewatch          |
| 796022 | 2009 AJ56                | 30 dicembre 2013 | Spacewatch          |
| 796023 | 2009 AZ57                | 11 dicembre 2012 | Mount Lemmon Survey |
| 796024 | 2009 AA58                | 22 dicembre 2008 | Mount Lemmon Survey |
| 796025 | 2009 AH61                | 7 gennaio 2009   | Spacewatch          |
| 796026 | 2009 AF63                | 1 gennaio 2009   | Mount Lemmon Survey |
| 796027 | 2009 AK65                | 2 gennaio 2009   | Spacewatch          |
| 796028 | 2009 AW65                | 2 gennaio 2009   | Spacewatch          |
| 796029 | 2009 AD66                | 2 gennaio 2009   | Mount Lemmon Survey |
| 796030 | 2009 BP14                | 20 novembre 2008 | CSS                 |
| 796031 | 2009 BX17                | 16 gennaio 2009  | Spacewatch          |
| 796032 | 2009 BB31                | 16 gennaio 2009  | Spacewatch          |
| 796033 | 2009 BD32                | 23 novembre 2008 | Mount Lemmon Survey |
| 796034 | 2009 BM44                | 16 gennaio 2009  | Spacewatch          |
| 796035 | 2009 BH48                | 16 gennaio 2009  | Mount Lemmon Survey |
| 796036 | 2009 BF55                | 16 gennaio 2009  | Mount Lemmon Survey |
| 796037 | 2009 BY60                | 29 dicembre 2008 | CSS                 |
| 796038 | 2009 BZ68                | 25 gennaio 2009  | Spacewatch          |
| 796039 | 2009 BM89                | 18 gennaio 2009  | Spacewatch          |
| 796040 | 2009 BP92                | 25 gennaio 2009  | Spacewatch          |
| 796041 | 2009 BM109               | 9 marzo 2005     | Spacewatch          |
| 796042 | 2009 BO125               | 20 gennaio 2009  | Mount Lemmon Survey |
| 796043 | 2009 BQ136               | 14 ottobre 2007  | Mount Lemmon Survey |
| 796044 | 2009 BJ154               | 31 gennaio 2009  | Spacewatch          |
| 796045 | 2009 BG171               | 17 gennaio 2009  | Spacewatch          |
| 796046 | 2009 BV177               | 31 gennaio 2009  | Mount Lemmon Survey |
| 796047 | 2009 BL180               | 25 gennaio 2009  | Spacewatch          |
| 796048 | 2009 BY195               | 25 gennaio 2009  | Spacewatch          |
| 796049 | 2009 BR196               | 12 marzo 2014    | Mount Lemmon Survey |
| 796050 | 2009 BN199               | 17 gennaio 2009  | Spacewatch          |
| 796051 | 2009 BV200               | 20 gennaio 2009  | Mount Lemmon Survey |
| 796052 | 2009 BA201               | 6 giugno 2018    | Pan-STARRS          |
| 796053 | 2009 BU201               | 27 giugno 2015   | Pan-STARRS          |
| 796054 | 2009 BP202               | 26 agosto 2012   | Pan-STARRS          |
| 796055 | 2009 BL204               | 14 luglio 2016   | Pan-STARRS          |
| 796056 | 2009 BT204               | 18 gennaio 2009  | Spacewatch          |
| 796057 | 2009 BF206               | 20 gennaio 2009  | Mount Lemmon Survey |
| 796058 | 2009 BM206               | 25 gennaio 2009  | Spacewatch          |
| 796059 | 2009 BW206               | 17 gennaio 2009  | Mount Lemmon Survey |
| 796060 | 2009 BL208               | 30 gennaio 2009  | Mount Lemmon Survey |
| 796061 | 2009 BS208               | 25 gennaio 2009  | Spacewatch          |
| 796062 | 2009 BE211               | 31 gennaio 2009  | Spacewatch          |
| 796063 | 2009 BQ211               | 18 gennaio 2009  | Spacewatch          |
| 796064 | 2009 BW212               | 25 gennaio 2009  | Spacewatch          |
| 796065 | 2009 BF214               | 10 febbraio 2014 | Mount Lemmon Survey |
| 796066 | 2009 BC217               | 29 gennaio 2009  | Mount Lemmon Survey |
| 796067 | 2009 BT218               | 17 gennaio 2009  | Spacewatch          |
| 796068 | 2009 CT5                 | 14 febbraio 2009 | J. Skvarč           |
| 796069 | 2009 CO8                 | 18 gennaio 2009  | Spacewatch          |
| 796070 | 2009 CG18                | 20 gennaio 2009  | Mount Lemmon Survey |
| 796071 | 2009 CQ29                | 1 febbraio 2009  | Spacewatch          |
| 796072 | 2009 CQ43                | 14 febbraio 2009 | Spacewatch          |
| 796073 | 2009 CL74                | 5 febbraio 2009  | Spacewatch          |
| 796074 | 2009 CM74                | 6 ottobre 2018   | Mount Lemmon Survey |
| 796075 | 2009 CN74                | 5 febbraio 2009  | Spacewatch          |
| 796076 | 2009 CU75                | 3 febbraio 2009  | Mount Lemmon Survey |
| 796077 | 2009 CB76                | 5 febbraio 2009  | Spacewatch          |
| 796078 | 2009 CB77                | 2 febbraio 2009  | Spacewatch          |
| 796079 | 2009 CN78                | 3 febbraio 2009  | Mount Lemmon Survey |
| 796080 | 2009 CX78                | 1 febbraio 2009  | Spacewatch          |
| 796081 | 2009 DO                  | 4 febbraio 2009  | Mount Lemmon Survey |
| 796082 | 2009 DO2                 | 16 febbraio 2009 | C. Rinner, F. Kugel |
| 796083 | 2009 DS20                | 3 febbraio 2009  | Spacewatch          |
| 796084 | 2009 DB24                | 21 febbraio 2009 | Spacewatch          |
| 796085 | 2009 DO27                | 22 febbraio 2009 | F. Hormuth          |
| 796086 | 2009 DO33                | 20 febbraio 2009 | Spacewatch          |
| 796087 | 2009 DU52                | 1 febbraio 2009  | Spacewatch          |
| 796088 | 2009 DG54                | 22 febbraio 2009 | Spacewatch          |
| 796089 | 2009 DA62                | 22 febbraio 2009 | Spacewatch          |
| 796090 | 2009 DU62                | 22 febbraio 2009 | Spacewatch          |
| 796091 | 2009 DL85                | 27 febbraio 2009 | Spacewatch          |
| 796092 | 2009 DC90                | 26 febbraio 2009 | Spacewatch          |
| 796093 | 2009 DC92                | 3 gennaio 2009   | Mount Lemmon Survey |
| 796094 | 2009 DJ93                | 28 febbraio 2009 | Mount Lemmon Survey |
| 796095 | 2009 DE118               | 27 febbraio 2009 | Spacewatch          |
| 796096 | 2009 DT129               | 27 febbraio 2009 | Spacewatch          |
| 796097 | 2009 DQ140               | 26 febbraio 2009 | Spacewatch          |
| 796098 | 2009 DW149               | 21 marzo 2015    | Pan-STARRS          |
| 796099 | 2009 DP150               | 20 febbraio 2009 | Mount Lemmon Survey |
| 796100 | 2009 DO151               | 28 febbraio 2009 | Mount Lemmon Survey |

## 796101–796200
| Nome   | Designazione provvisoria | Data di scoperta | Scopritore                |
| ------ | ------------------------ | ---------------- | ------------------------- |
| 796101 | 2009 DE152               | 20 febbraio 2009 | Mount Lemmon Survey       |
| 796102 | 2009 DC153               | 28 febbraio 2009 | Spacewatch                |
| 796103 | 2009 DU154               | 20 febbraio 2009 | Spacewatch                |
| 796104 | 2009 DZ154               | 20 febbraio 2009 | Spacewatch                |
| 796105 | 2009 DG155               | 19 febbraio 2009 | Spacewatch                |
| 796106 | 2009 DJ155               | 20 febbraio 2009 | Spacewatch                |
| 796107 | 2009 DS155               | 19 febbraio 2009 | Spacewatch                |
| 796108 | 2009 DY156               | 20 febbraio 2009 | Spacewatch                |
| 796109 | 2009 DY158               | 28 febbraio 2009 | Spacewatch                |
| 796110 | 2009 DV160               | 28 febbraio 2009 | Spacewatch                |
| 796111 | 2009 DW160               | 20 febbraio 2009 | Mount Lemmon Survey       |
| 796112 | 2009 DN161               | 20 maggio 2015   | CTIO-DECam                |
| 796113 | 2009 DV161               | 27 febbraio 2009 | Mount Lemmon Survey       |
| 796114 | 2009 DK162               | 20 febbraio 2009 | Spacewatch                |
| 796115 | 2009 DM162               | 3 gennaio 2019   | Pan-STARRS                |
| 796116 | 2009 DP162               | 23 ottobre 2017  | Mount Lemmon Survey       |
| 796117 | 2009 DD163               | 10 ottobre 2007  | Spacewatch                |
| 796118 | 2009 DL165               | 20 febbraio 2009 | Mount Lemmon Survey       |
| 796119 | 2009 DM165               | 24 gennaio 2014  | Pan-STARRS                |
| 796120 | 2009 EM1                 | 3 marzo 2009     | CSS                       |
| 796121 | 2009 EY4                 | 20 maggio 2015   | CTIO-DECam                |
| 796122 | 2009 EY10                | 2 marzo 2009     | Spacewatch                |
| 796123 | 2009 EQ17                | 21 novembre 2008 | Mount Lemmon Survey       |
| 796124 | 2009 EB32                | 3 marzo 2009     | Spacewatch                |
| 796125 | 2009 EC33                | 31 agosto 2017   | Pan-STARRS                |
| 796126 | 2009 EJ36                | 28 giugno 2014   | Pan-STARRS                |
| 796127 | 2009 EO37                | 12 febbraio 2018 | Pan-STARRS                |
| 796128 | 2009 EE41                | 3 marzo 2009     | Spacewatch                |
| 796129 | 2009 EZ41                | 3 marzo 2009     | Mount Lemmon Survey       |
| 796130 | 2009 FF6                 | 22 febbraio 2009 | Spacewatch                |
| 796131 | 2009 FA13                | 18 marzo 2009    | Mount Lemmon Survey       |
| 796132 | 2009 FR30                | 26 marzo 2009    | Spacewatch                |
| 796133 | 2009 FC47                | 30 luglio 2017   | Pan-STARRS                |
| 796134 | 2009 FY51                | 2 aprile 2005    | Spacewatch                |
| 796135 | 2009 FJ53                | 29 marzo 2009    | Spacewatch                |
| 796136 | 2009 FW58                | 3 marzo 2009     | Spacewatch                |
| 796137 | 2009 FX60                | 21 marzo 2009    | Mount Lemmon Survey       |
| 796138 | 2009 FM61                | 26 marzo 2009    | Spacewatch                |
| 796139 | 2009 FH62                | 21 marzo 2009    | Mount Lemmon Survey       |
| 796140 | 2009 FD76                | 24 marzo 2009    | Spacewatch                |
| 796141 | 2009 FH77                | 19 marzo 2009    | Mount Lemmon Survey       |
| 796142 | 2009 FZ79                | 29 marzo 2009    | Mount Lemmon Survey       |
| 796143 | 2009 FA84                | 26 gennaio 2012  | Mount Lemmon Survey       |
| 796144 | 2009 FG88                | 18 marzo 2009    | Spacewatch                |
| 796145 | 2009 FP88                | 28 ottobre 2017  | Pan-STARRS                |
| 796146 | 2009 FD89                | 18 marzo 2009    | Mount Lemmon Survey       |
| 796147 | 2009 FO91                | 16 marzo 2009    | Spacewatch                |
| 796148 | 2009 FS91                | 21 marzo 2009    | Mount Lemmon Survey       |
| 796149 | 2009 FD92                | 21 marzo 2009    | Mount Lemmon Survey       |
| 796150 | 2009 FH92                | 21 marzo 2009    | Mount Lemmon Survey       |
| 796151 | 2009 FL92                | 16 marzo 2009    | Spacewatch                |
| 796152 | 2009 FN92                | 19 marzo 2009    | Mount Lemmon Survey       |
| 796153 | 2009 FC93                | 25 marzo 2009    | L. H. Wasserman           |
| 796154 | 2009 FF94                | 19 marzo 2009    | Spacewatch                |
| 796155 | 2009 FJ94                | 31 marzo 2009    | Mount Lemmon Survey       |
| 796156 | 2009 FV97                | 6 dicembre 2012  | Mount Lemmon Survey       |
| 796157 | 2009 GB2                 | 18 marzo 2009    | Spacewatch                |
| 796158 | 2009 GO8                 | 30 luglio 2013   | Spacewatch                |
| 796159 | 2009 GK9                 | 2 aprile 2009    | Spacewatch                |
| 796160 | 2009 HJ9                 | 17 aprile 2009   | Mount Lemmon Survey       |
| 796161 | 2009 HS14                | 24 marzo 2009    | Mount Lemmon Survey       |
| 796162 | 2009 HV15                | 18 aprile 2009   | Spacewatch                |
| 796163 | 2009 HY27                | 18 aprile 2009   | Spacewatch                |
| 796164 | 2009 HU29                | 19 aprile 2009   | Spacewatch                |
| 796165 | 2009 HY29                | 29 marzo 2009    | Mount Lemmon Survey       |
| 796166 | 2009 HS32                | 19 aprile 2009   | Spacewatch                |
| 796167 | 2009 HW33                | 19 aprile 2009   | Mount Lemmon Survey       |
| 796168 | 2009 HA55                | 20 aprile 2009   | Spacewatch                |
| 796169 | 2009 HL63                | 22 aprile 2009   | Mount Lemmon Survey       |
| 796170 | 2009 HV65                | 23 aprile 2009   | Mount Lemmon Survey       |
| 796171 | 2009 HA70                | 22 aprile 2009   | Mount Lemmon Survey       |
| 796172 | 2009 HT97                | 18 aprile 2009   | Spacewatch                |
| 796173 | 2009 HJ98                | 21 aprile 2009   | Mount Lemmon Survey       |
| 796174 | 2009 HX98                | 17 aprile 2009   | Mount Lemmon Survey       |
| 796175 | 2009 HD114               | 20 aprile 2009   | Spacewatch                |
| 796176 | 2009 HN114               | 21 maggio 2015   | Pan-STARRS                |
| 796177 | 2009 HM115               | 16 marzo 2013    | Mount Lemmon Survey       |
| 796178 | 2009 HG120               | 10 aprile 2013   | Pan-STARRS                |
| 796179 | 2009 HT120               | 15 marzo 2013    | Spacewatch                |
| 796180 | 2009 HA121               | 24 aprile 2009   | Mount Lemmon Survey       |
| 796181 | 2009 HT121               | 18 aprile 2009   | Spacewatch                |
| 796182 | 2009 HR122               | 20 aprile 2009   | Mount Lemmon Survey       |
| 796183 | 2009 HZ122               | 22 aprile 2009   | Mount Lemmon Survey       |
| 796184 | 2009 HR123               | 22 aprile 2009   | Mount Lemmon Survey       |
| 796185 | 2009 HK125               | 27 aprile 2009   | Spacewatch                |
| 796186 | 2009 HQ126               | 27 aprile 2009   | Mount Lemmon Survey       |
| 796187 | 2009 HW126               | 21 aprile 2009   | Mount Lemmon Survey       |
| 796188 | 2009 HD129               | 10 febbraio 2014 | Mount Lemmon Survey       |
| 796189 | 2009 HT129               | 17 aprile 2009   | Osservatorio di Mauna Kea |
| 796190 | 2009 HX129               | 20 aprile 2009   | Mount Lemmon Survey       |
| 796191 | 2009 JO6                 | 13 maggio 2009   | Spacewatch                |
| 796192 | 2009 JW9                 | 14 maggio 2009   | Spacewatch                |
| 796193 | 2009 JR11                | 15 maggio 2009   | Spacewatch                |
| 796194 | 2009 JS13                | 1 maggio 2009    | Alianza S4 Obs.           |
| 796195 | 2009 JA15                | 1 maggio 2009    | Alianza S4 Obs.           |
| 796196 | 2009 JF20                | 22 aprile 2009   | Spacewatch                |
| 796197 | 2009 JU20                | 1 maggio 2009    | Mount Lemmon Survey       |
| 796198 | 2009 JD22                | 15 maggio 2009   | Spacewatch                |
| 796199 | 2009 JK22                | 15 maggio 2009   | Spacewatch                |
| 796200 | 2009 JP22                | 1 maggio 2009    | Mount Lemmon Survey       |

## 796201–796300
| Nome   | Designazione provvisoria | Data di scoperta  | Scopritore                          |
| ------ | ------------------------ | ----------------- | ----------------------------------- |
| 796201 | 2009 JE24                | 13 maggio 2009    | Spacewatch                          |
| 796202 | 2009 JM24                | 4 maggio 2009     | Mount Lemmon Survey                 |
| 796203 | 2009 KN3                 | 29 aprile 2009    | Spacewatch                          |
| 796204 | 2009 KK6                 | 31 marzo 2009     | Mount Lemmon Survey                 |
| 796205 | 2009 KO16                | 1 maggio 2009     | Spacewatch                          |
| 796206 | 2009 KO21                | 29 maggio 2009    | Mount Lemmon Survey                 |
| 796207 | 2009 KJ29                | 3 luglio 2005     | NEAT                                |
| 796208 | 2009 KY40                | 16 aprile 2018    | Pan-STARRS                          |
| 796209 | 2009 KB42                | 25 maggio 2015    | Pan-STARRS                          |
| 796210 | 2009 KG43                | 18 maggio 2009    | Mount Lemmon Survey                 |
| 796211 | 2009 LL7                 | 3 novembre 2010   | Mount Lemmon Survey                 |
| 796212 | 2009 LJ8                 | 15 giugno 2009    | Mount Lemmon Survey                 |
| 796213 | 2009 MZ3                 | 19 giugno 2009    | Spacewatch                          |
| 796214 | 2009 MJ11                | 18 aprile 2013    | Mount Lemmon Survey                 |
| 796215 | 2009 MQ11                | 9 aprile 2014     | Pan-STARRS                          |
| 796216 | 2009 ME12                | 20 giugno 2015    | Pan-STARRS                          |
| 796217 | 2009 NM2                 | 13 luglio 2009    | PTF                                 |
| 796218 | 2009 OL1                 | 18 luglio 2009    | G. Hug                              |
| 796219 | 2009 OS2                 | 18 luglio 2009    | Alianza S4 Obs.                     |
| 796220 | 2009 OA4                 | 24 giugno 2009    | Spacewatch                          |
| 796221 | 2009 OY8                 | 16 giugno 2009    | Mount Lemmon Survey                 |
| 796222 | 2009 OR26                | 23 febbraio 2015  | Pan-STARRS                          |
| 796223 | 2009 PF1                 | 13 agosto 2009    | C. Rinner, F. Kugel                 |
| 796224 | 2009 PT13                | 1 ottobre 2005    | CSS                                 |
| 796225 | 2009 PH22                | 1 agosto 2009     | SSS                                 |
| 796226 | 2009 PL23                | 15 agosto 2009    | Spacewatch                          |
| 796227 | 2009 QB10                | 21 agosto 2009    | C. Rinner, F. Kugel                 |
| 796228 | 2009 QG12                | 16 agosto 2009    | Spacewatch                          |
| 796229 | 2009 QY23                | 16 agosto 2009    | CSS                                 |
| 796230 | 2009 QT28                | 15 giugno 2009    | Mount Lemmon Survey                 |
| 796231 | 2009 QV28                | 18 agosto 2009    | CSS                                 |
| 796232 | 2009 QD32                | 15 agosto 2009    | Spacewatch                          |
| 796233 | 2009 QT32                | 25 agosto 2009    | R. Matson                           |
| 796234 | 2009 QO34                | 27 agosto 2009    | Osservatorio astronomico di Maiorca |
| 796235 | 2009 QE39                | 20 agosto 2009    | Spacewatch                          |
| 796236 | 2009 QP39                | 20 agosto 2009    | Spacewatch                          |
| 796237 | 2009 QE57                | 20 agosto 2009    | Spacewatch                          |
| 796238 | 2009 QG58                | 16 agosto 2009    | Spacewatch                          |
| 796239 | 2009 QH59                | 30 agosto 2009    | CSS                                 |
| 796240 | 2009 QF63                | 19 agosto 2009    | CSS                                 |
| 796241 | 2009 QZ67                | 19 agosto 2009    | Spacewatch                          |
| 796242 | 2009 QA71                | 11 aprile 2015    | Mount Lemmon Survey                 |
| 796243 | 2009 QC72                | 28 agosto 2009    | Spacewatch                          |
| 796244 | 2009 QG73                | 27 agosto 2009    | Spacewatch                          |
| 796245 | 2009 QS73                | 17 agosto 2009    | Spacewatch                          |
| 796246 | 2009 QP78                | 18 agosto 2009    | Spacewatch                          |
| 796247 | 2009 QO79                | 28 agosto 2009    | Spacewatch                          |
| 796248 | 2009 QY79                | 18 agosto 2009    | Spacewatch                          |
| 796249 | 2009 QV81                | 28 agosto 2009    | Osservatorio astronomico di Maiorca |
| 796250 | 2009 QY81                | 27 agosto 2009    | Spacewatch                          |
| 796251 | 2009 RB5                 | 27 agosto 2009    | Spacewatch                          |
| 796252 | 2009 RF9                 | 12 settembre 2009 | Spacewatch                          |
| 796253 | 2009 RE11                | 12 settembre 2009 | Spacewatch                          |
| 796254 | 2009 RU14                | 12 settembre 2009 | Spacewatch                          |
| 796255 | 2009 RX20                | 1 ottobre 2000    | Spacewatch                          |
| 796256 | 2009 RX30                | 14 settembre 2009 | Spacewatch                          |
| 796257 | 2009 RP49                | 15 settembre 2009 | Spacewatch                          |
| 796258 | 2009 RX51                | 15 settembre 2009 | Spacewatch                          |
| 796259 | 2009 RR65                | 12 settembre 2009 | ESA OGS                             |
| 796260 | 2009 RK66                | 1 ottobre 2005    | Spacewatch                          |
| 796261 | 2009 RH68                | 15 settembre 2009 | Spacewatch                          |
| 796262 | 2009 RO77                | 15 settembre 2009 | Spacewatch                          |
| 796263 | 2009 RJ80                | 15 settembre 2009 | Mount Lemmon Survey                 |
| 796264 | 2009 RG82                | 15 settembre 2009 | Spacewatch                          |
| 796265 | 2009 SM14                | 18 settembre 2009 | N. Hashimoto, S. Okumura            |
| 796266 | 2009 SE21                | 28 agosto 2009    | CSS                                 |
| 796267 | 2009 SM25                | 16 settembre 2009 | Spacewatch                          |
| 796268 | 2009 SY28                | 16 settembre 2009 | Spacewatch                          |
| 796269 | 2009 SB30                | 16 settembre 2009 | Spacewatch                          |
| 796270 | 2009 SM35                | 16 settembre 2009 | Spacewatch                          |
| 796271 | 2009 SE51                | 18 agosto 2009    | Spacewatch                          |
| 796272 | 2009 SL54                | 17 settembre 2009 | Mount Lemmon Survey                 |
| 796273 | 2009 SK55                | 22 ottobre 2005   | Spacewatch                          |
| 796274 | 2009 SJ56                | 17 settembre 2009 | Spacewatch                          |
| 796275 | 2009 SW67                | 17 settembre 2009 | Spacewatch                          |
| 796276 | 2009 SG68                | 17 settembre 2009 | Mount Lemmon Survey                 |
| 796277 | 2009 SN72                | 29 ottobre 2005   | Spacewatch                          |
| 796278 | 2009 SW74                | 17 settembre 2009 | Spacewatch                          |
| 796279 | 2009 SD76                | 17 settembre 2009 | Spacewatch                          |
| 796280 | 2009 SP82                | 18 settembre 2009 | Mount Lemmon Survey                 |
| 796281 | 2009 SZ92                | 16 settembre 2004 | Spacewatch                          |
| 796282 | 2009 SH96                | 19 settembre 2009 | Mount Lemmon Survey                 |
| 796283 | 2009 SC97                | 20 settembre 2009 | Mount Lemmon Survey                 |
| 796284 | 2009 SP109               | 17 settembre 2009 | Mount Lemmon Survey                 |
| 796285 | 2009 SX109               | 18 agosto 2009    | Spacewatch                          |
| 796286 | 2009 SL111               | 18 settembre 2009 | Spacewatch                          |
| 796287 | 2009 SH117               | 18 settembre 2009 | Spacewatch                          |
| 796288 | 2009 SM119               | 18 settembre 2009 | Spacewatch                          |
| 796289 | 2009 ST119               | 18 settembre 2009 | Spacewatch                          |
| 796290 | 2009 SP125               | 18 settembre 2009 | Spacewatch                          |
| 796291 | 2009 SW130               | 18 settembre 2009 | Spacewatch                          |
| 796292 | 2009 SD133               | 21 novembre 2005  | Spacewatch                          |
| 796293 | 2009 SC143               | 19 settembre 2009 | Spacewatch                          |
| 796294 | 2009 SM145               | 19 settembre 2009 | Mount Lemmon Survey                 |
| 796295 | 2009 SR149               | 20 settembre 2009 | Spacewatch                          |
| 796296 | 2009 SL161               | 21 settembre 2009 | CSS                                 |
| 796297 | 2009 SO162               | 1 novembre 2005   | Mount Lemmon Survey                 |
| 796298 | 2009 SC163               | 21 settembre 2009 | Mount Lemmon Survey                 |
| 796299 | 2009 SJ169               | 25 settembre 2009 | CSS                                 |
| 796300 | 2009 SF174               | 18 settembre 2009 | Mount Lemmon Survey                 |

## 796301–796400
| Nome   | Designazione provvisoria | Data di scoperta  | Scopritore                          |
| ------ | ------------------------ | ----------------- | ----------------------------------- |
| 796301 | 2009 SH176               | 19 settembre 2009 | Mount Lemmon Survey                 |
| 796302 | 2009 SJ180               | 20 settembre 2009 | Mount Lemmon Survey                 |
| 796303 | 2009 SO181               | 27 agosto 2009    | Spacewatch                          |
| 796304 | 2009 SS186               | 21 settembre 2009 | Spacewatch                          |
| 796305 | 2009 SA192               | 22 settembre 2009 | Spacewatch                          |
| 796306 | 2009 SV219               | 24 settembre 2009 | Mount Lemmon Survey                 |
| 796307 | 2009 SK220               | 24 settembre 2009 | Mount Lemmon Survey                 |
| 796308 | 2009 SL220               | 24 settembre 2009 | Mount Lemmon Survey                 |
| 796309 | 2009 SQ222               | 16 settembre 2009 | Spacewatch                          |
| 796310 | 2009 SF223               | 25 settembre 2009 | Mount Lemmon Survey                 |
| 796311 | 2009 SB224               | 15 settembre 2009 | Spacewatch                          |
| 796312 | 2009 SF225               | 19 settembre 2009 | Spacewatch                          |
| 796313 | 2009 SO229               | 26 marzo 2008     | Mount Lemmon Survey                 |
| 796314 | 2009 SF242               | 21 settembre 2009 | CSS                                 |
| 796315 | 2009 SV257               | 21 settembre 2009 | Mount Lemmon Survey                 |
| 796316 | 2009 SH260               | 22 settembre 2009 | Mount Lemmon Survey                 |
| 796317 | 2009 SY269               | 24 settembre 2009 | Spacewatch                          |
| 796318 | 2009 SM273               | 10 febbraio 2008  | Spacewatch                          |
| 796319 | 2009 SO276               | 25 settembre 2009 | Spacewatch                          |
| 796320 | 2009 SJ285               | 25 settembre 2009 | Mount Lemmon Survey                 |
| 796321 | 2009 SW288               | 15 agosto 2009    | Spacewatch                          |
| 796322 | 2009 SJ304               | 27 agosto 2009    | Spacewatch                          |
| 796323 | 2009 SN310               | 26 febbraio 2007  | Spacewatch                          |
| 796324 | 2009 SP315               | 27 agosto 2009    | Spacewatch                          |
| 796325 | 2009 SC316               | 19 settembre 2009 | Spacewatch                          |
| 796326 | 2009 SB317               | 19 settembre 2009 | Mount Lemmon Survey                 |
| 796327 | 2009 SL317               | 19 settembre 2009 | Spacewatch                          |
| 796328 | 2009 SD332               | 21 settembre 2009 | CSS                                 |
| 796329 | 2009 SH347               | 28 settembre 2009 | Mount Lemmon Survey                 |
| 796330 | 2009 SP355               | 15 agosto 2009    | Spacewatch                          |
| 796331 | 2009 SH359               | 22 settembre 2009 | Spacewatch                          |
| 796332 | 2009 SK364               | 20 settembre 2009 | A. Galád                            |
| 796333 | 2009 SJ375               | 8 febbraio 2007   | Spacewatch                          |
| 796334 | 2009 SS375               | 13 marzo 2012     | Mount Lemmon Survey                 |
| 796335 | 2009 SV375               | 25 ottobre 2013   | Spacewatch                          |
| 796336 | 2009 SQ377               | 25 luglio 2014    | Pan-STARRS                          |
| 796337 | 2009 SY377               | 17 settembre 2009 | Spacewatch                          |
| 796338 | 2009 SK379               | 14 luglio 2013    | Pan-STARRS                          |
| 796339 | 2009 SA380               | 26 aprile 2006    | Cerro Tololo Obs.                   |
| 796340 | 2009 SH380               | 19 febbraio 2012  | Spacewatch                          |
| 796341 | 2009 SF387               | 27 agosto 2014    | Pan-STARRS                          |
| 796342 | 2009 SL387               | 7 marzo 2016      | Pan-STARRS                          |
| 796343 | 2009 SN387               | 24 settembre 2009 | Mount Lemmon Survey                 |
| 796344 | 2009 SZ387               | 21 settembre 2009 | Mount Lemmon Survey                 |
| 796345 | 2009 SE389               | 10 aprile 2015    | Mount Lemmon Survey                 |
| 796346 | 2009 SP390               | 25 luglio 2014    | Pan-STARRS                          |
| 796347 | 2009 SU390               | 25 luglio 2014    | Pan-STARRS                          |
| 796348 | 2009 ST391               | 10 marzo 2016     | Pan-STARRS                          |
| 796349 | 2009 SZ392               | 27 agosto 2014    | Pan-STARRS                          |
| 796350 | 2009 SC393               | 25 luglio 2014    | Pan-STARRS                          |
| 796351 | 2009 SF393               | 4 gennaio 2016    | Pan-STARRS                          |
| 796352 | 2009 SQ393               | 25 settembre 2009 | CSS                                 |
| 796353 | 2009 SH397               | 26 settembre 2009 | Spacewatch                          |
| 796354 | 2009 SX398               | 28 settembre 2009 | Spacewatch                          |
| 796355 | 2009 SB399               | 18 settembre 2009 | Spacewatch                          |
| 796356 | 2009 SK399               | 21 settembre 2009 | Mount Lemmon Survey                 |
| 796357 | 2009 SR403               | 18 settembre 2009 | Mount Lemmon Survey                 |
| 796358 | 2009 SN406               | 25 settembre 2009 | Spacewatch                          |
| 796359 | 2009 SL408               | 20 settembre 2009 | Mount Lemmon Survey                 |
| 796360 | 2009 SQ409               | 17 settembre 2009 | Spacewatch                          |
| 796361 | 2009 SZ409               | 20 settembre 2009 | Spacewatch                          |
| 796362 | 2009 SS412               | 18 settembre 2009 | Spacewatch                          |
| 796363 | 2009 SQ413               | 25 settembre 2009 | Spacewatch                          |
| 796364 | 2009 SB414               | 29 settembre 2009 | Mount Lemmon Survey                 |
| 796365 | 2009 SZ414               | 25 settembre 2009 | Mount Lemmon Survey                 |
| 796366 | 2009 SH415               | 17 settembre 2009 | Spacewatch                          |
| 796367 | 2009 SQ416               | 25 settembre 2009 | Spacewatch                          |
| 796368 | 2009 SO420               | 22 settembre 2009 | Spacewatch                          |
| 796369 | 2009 SS421               | 18 settembre 2009 | Spacewatch                          |
| 796370 | 2009 SD422               | 22 settembre 2009 | Spacewatch                          |
| 796371 | 2009 SD423               | 29 settembre 2009 | Mount Lemmon Survey                 |
| 796372 | 2009 SS423               | 28 settembre 2009 | Spacewatch                          |
| 796373 | 2009 SY423               | 16 settembre 2009 | Spacewatch                          |
| 796374 | 2009 SA424               | 25 settembre 2009 | Spacewatch                          |
| 796375 | 2009 SE425               | 20 settembre 2009 | Spacewatch                          |
| 796376 | 2009 SF425               | 29 settembre 2009 | Mount Lemmon Survey                 |
| 796377 | 2009 SR426               | 19 settembre 2009 | Spacewatch                          |
| 796378 | 2009 SZ428               | 18 settembre 2009 | Spacewatch                          |
| 796379 | 2009 TZ9                 | 29 settembre 2009 | Spacewatch                          |
| 796380 | 2009 TD19                | 26 settembre 2009 | Spacewatch                          |
| 796381 | 2009 TD23                | 14 ottobre 2009   | Osservatorio astronomico di Maiorca |
| 796382 | 2009 TT35                | 27 settembre 2009 | Spacewatch                          |
| 796383 | 2009 TA43                | 1 ottobre 2009    | Mount Lemmon Survey                 |
| 796384 | 2009 TY49                | 14 ottobre 2009   | Mount Lemmon Survey                 |
| 796385 | 2009 TB51                | 29 marzo 2012     | Mount Lemmon Survey                 |
| 796386 | 2009 TS51                | 11 ottobre 2009   | Mount Lemmon Survey                 |
| 796387 | 2009 TV54                | 11 ottobre 2009   | Mount Lemmon Survey                 |
| 796388 | 2009 TJ56                | 1 ottobre 2009    | Mount Lemmon Survey                 |
| 796389 | 2009 TZ56                | 12 ottobre 2009   | Mount Lemmon Survey                 |
| 796390 | 2009 UN21                | 16 ottobre 2009   | Mount Lemmon Survey                 |
| 796391 | 2009 UU23                | 18 ottobre 2009   | Mount Lemmon Survey                 |
| 796392 | 2009 UC32                | 18 ottobre 2009   | Mount Lemmon Survey                 |
| 796393 | 2009 UN32                | 18 ottobre 2009   | Mount Lemmon Survey                 |
| 796394 | 2009 UB36                | 22 ottobre 2009   | Mount Lemmon Survey                 |
| 796395 | 2009 UK46                | 18 ottobre 2009   | Mount Lemmon Survey                 |
| 796396 | 2009 UY47                | 20 settembre 2009 | Spacewatch                          |
| 796397 | 2009 UW48                | 22 ottobre 2009   | Mount Lemmon Survey                 |
| 796398 | 2009 UH64                | 17 ottobre 2009   | Mount Lemmon Survey                 |
| 796399 | 2009 UR65                | 17 ottobre 2009   | Mount Lemmon Survey                 |
| 796400 | 2009 UH66                | 25 settembre 2009 | Spacewatch                          |

## 796401–796500
| Nome   | Designazione provvisoria | Data di scoperta  | Scopritore          |
| ------ | ------------------------ | ----------------- | ------------------- |
| 796401 | 2009 UL67                | 17 ottobre 2009   | Mount Lemmon Survey |
| 796402 | 2009 UW68                | 29 agosto 2009    | Spacewatch          |
| 796403 | 2009 UL75                | 20 settembre 2009 | Spacewatch          |
| 796404 | 2009 UY75                | 18 settembre 2009 | Spacewatch          |
| 796405 | 2009 US76                | 21 ottobre 2009   | Mount Lemmon Survey |
| 796406 | 2009 UQ77                | 21 ottobre 2009   | Mount Lemmon Survey |
| 796407 | 2009 UO80                | 22 ottobre 2009   | Mount Lemmon Survey |
| 796408 | 2009 UA86                | 16 settembre 2009 | Mount Lemmon Survey |
| 796409 | 2009 UM100               | 23 ottobre 2009   | Mount Lemmon Survey |
| 796410 | 2009 UW106               | 22 ottobre 2009   | Mount Lemmon Survey |
| 796411 | 2009 UX118               | 23 ottobre 2009   | Mount Lemmon Survey |
| 796412 | 2009 UQ120               | 23 ottobre 2009   | Mount Lemmon Survey |
| 796413 | 2009 UJ124               | 26 ottobre 2009   | Mount Lemmon Survey |
| 796414 | 2009 UM125               | 26 ottobre 2009   | Mount Lemmon Survey |
| 796415 | 2009 UK135               | 28 febbraio 2016  | Pan-STARRS          |
| 796416 | 2009 UF142               | 18 ottobre 2009   | Mount Lemmon Survey |
| 796417 | 2009 UG149               | 24 ottobre 2009   | Spacewatch          |
| 796418 | 2009 UK153               | 21 settembre 2009 | Mount Lemmon Survey |
| 796419 | 2009 UC159               | 8 febbraio 2011   | Mount Lemmon Survey |
| 796420 | 2009 UF160               | 23 ottobre 2009   | Mount Lemmon Survey |
| 796421 | 2009 UB166               | 22 ottobre 2009   | Mount Lemmon Survey |
| 796422 | 2009 UJ167               | 22 ottobre 2009   | Mount Lemmon Survey |
| 796423 | 2009 UK168               | 4 agosto 2013     | Pan-STARRS          |
| 796424 | 2009 UR170               | 20 settembre 2014 | Pan-STARRS          |
| 796425 | 2009 UT170               | 30 gennaio 2011   | Pan-STARRS          |
| 796426 | 2009 UL171               | 24 ottobre 2009   | Spacewatch          |
| 796427 | 2009 UJ172               | 26 ottobre 2009   | Mount Lemmon Survey |
| 796428 | 2009 UQ173               | 18 ottobre 2009   | Mount Lemmon Survey |
| 796429 | 2009 UH175               | 16 ottobre 2009   | Mount Lemmon Survey |
| 796430 | 2009 UC177               | 16 ottobre 2009   | Mount Lemmon Survey |
| 796431 | 2009 UX177               | 26 ottobre 2009   | Mount Lemmon Survey |
| 796432 | 2009 UX183               | 24 ottobre 2009   | Spacewatch          |
| 796433 | 2009 UO185               | 17 ottobre 2009   | Mount Lemmon Survey |
| 796434 | 2009 UZ189               | 18 ottobre 2009   | Mount Lemmon Survey |
| 796435 | 2009 UX190               | 24 ottobre 2009   | Spacewatch          |
| 796436 | 2009 UK191               | 16 ottobre 2009   | Mount Lemmon Survey |
| 796437 | 2009 UU191               | 16 ottobre 2009   | Mount Lemmon Survey |
| 796438 | 2009 UZ191               | 22 ottobre 2009   | Mount Lemmon Survey |
| 796439 | 2009 UB192               | 16 ottobre 2009   | Mount Lemmon Survey |
| 796440 | 2009 UT192               | 16 ottobre 2009   | Mount Lemmon Survey |
| 796441 | 2009 US194               | 17 ottobre 2009   | Mount Lemmon Survey |
| 796442 | 2009 UT194               | 24 ottobre 2009   | Spacewatch          |
| 796443 | 2009 UC197               | 27 ottobre 2009   | Spacewatch          |
| 796444 | 2009 UD197               | 23 ottobre 2009   | Mount Lemmon Survey |
| 796445 | 2009 UH197               | 16 ottobre 2009   | Mount Lemmon Survey |
| 796446 | 2009 VQ1                 | 1 ottobre 2009    | Mount Lemmon Survey |
| 796447 | 2009 VO5                 | 22 settembre 2009 | Mount Lemmon Survey |
| 796448 | 2009 VQ9                 | 23 ottobre 2009   | Mount Lemmon Survey |
| 796449 | 2009 VJ12                | 8 novembre 2009   | Mount Lemmon Survey |
| 796450 | 2009 VT13                | 28 settembre 1998 | Spacewatch          |
| 796451 | 2009 VF19                | 9 novembre 2009   | J. Hobart           |
| 796452 | 2009 VR27                | 22 ottobre 2009   | Mount Lemmon Survey |
| 796453 | 2009 VL28                | 27 luglio 2005    | NEAT                |
| 796454 | 2009 VL31                | 17 settembre 2004 | Spacewatch          |
| 796455 | 2009 VX33                | 10 novembre 2009  | Mount Lemmon Survey |
| 796456 | 2009 VF34                | 24 ottobre 2009   | Spacewatch          |
| 796457 | 2009 VM43                | 12 novembre 2009  | N. Teamo            |
| 796458 | 2009 VP45                | 18 ottobre 2009   | Mount Lemmon Survey |
| 796459 | 2009 VJ54                | 10 novembre 2009  | Mount Lemmon Survey |
| 796460 | 2009 VY69                | 9 novembre 2009   | Mount Lemmon Survey |
| 796461 | 2009 VM87                | 10 novembre 2009  | Spacewatch          |
| 796462 | 2009 VB98                | 9 novembre 2009   | Mount Lemmon Survey |
| 796463 | 2009 VX99                | 9 novembre 2009   | Mount Lemmon Survey |
| 796464 | 2009 VS102               | 11 novembre 2009  | Spacewatch          |
| 796465 | 2009 VY106               | 29 settembre 2009 | Mount Lemmon Survey |
| 796466 | 2009 VX112               | 9 novembre 2009   | Spacewatch          |
| 796467 | 2009 VZ119               | 10 novembre 2009  | Mount Lemmon Survey |
| 796468 | 2009 VM125               | 18 ottobre 2014   | Mount Lemmon Survey |
| 796469 | 2009 VU125               | 9 novembre 2009   | Mount Lemmon Survey |
| 796470 | 2009 VE126               | 8 novembre 2009   | Spacewatch          |
| 796471 | 2009 VS126               | 11 novembre 2009  | Mount Lemmon Survey |
| 796472 | 2009 VR127               | 11 novembre 2009  | Spacewatch          |
| 796473 | 2009 VO129               | 10 novembre 2009  | Mount Lemmon Survey |
| 796474 | 2009 VS131               | 10 novembre 2009  | Spacewatch          |
| 796475 | 2009 VG132               | 9 novembre 2009   | Mount Lemmon Survey |
| 796476 | 2009 VK132               | 9 novembre 2009   | Mount Lemmon Survey |
| 796477 | 2009 VA133               | 11 novembre 2009  | Spacewatch          |
| 796478 | 2009 WF                  | 16 novembre 2009  | CSS                 |
| 796479 | 2009 WD19                | 17 novembre 2009  | Mount Lemmon Survey |
| 796480 | 2009 WP30                | 16 novembre 2009  | Spacewatch          |
| 796481 | 2009 WV36                | 22 ottobre 2009   | Mount Lemmon Survey |
| 796482 | 2009 WJ54                | 28 settembre 2009 | Mount Lemmon Survey |
| 796483 | 2009 WQ57                | 25 ottobre 2009   | Spacewatch          |
| 796484 | 2009 WA63                | 16 novembre 2009  | Mount Lemmon Survey |
| 796485 | 2009 WC72                | 18 novembre 2009  | Spacewatch          |
| 796486 | 2009 WJ73                | 26 ottobre 2009   | Spacewatch          |
| 796487 | 2009 WF75                | 18 novembre 2009  | Spacewatch          |
| 796488 | 2009 WO95                | 12 ottobre 2009   | Mount Lemmon Survey |
| 796489 | 2009 WO96                | 20 novembre 2009  | Mount Lemmon Survey |
| 796490 | 2009 WW98                | 21 novembre 2009  | Spacewatch          |
| 796491 | 2009 WK110               | 17 novembre 2009  | Mount Lemmon Survey |
| 796492 | 2009 WV111               | 17 novembre 2009  | Mount Lemmon Survey |
| 796493 | 2009 WG124               | 20 novembre 2009  | Spacewatch          |
| 796494 | 2009 WR125               | 10 novembre 2009  | Spacewatch          |
| 796495 | 2009 WN126               | 20 novembre 2009  | Spacewatch          |
| 796496 | 2009 WD134               | 9 marzo 2007      | Mount Lemmon Survey |
| 796497 | 2009 WP141               | 18 novembre 2009  | Mount Lemmon Survey |
| 796498 | 2009 WL146               | 8 maggio 2008     | Spacewatch          |
| 796499 | 2009 WZ148               | 14 ottobre 2009   | Mount Lemmon Survey |
| 796500 | 2009 WH149               | 19 novembre 2009  | Mount Lemmon Survey |

## 796501–796600
| Nome   | Designazione provvisoria | Data di scoperta  | Scopritore                |
| ------ | ------------------------ | ----------------- | ------------------------- |
| 796501 | 2009 WE151               | 19 novembre 2009  | Mount Lemmon Survey       |
| 796502 | 2009 WB154               | 27 agosto 2003    | NEAT                      |
| 796503 | 2009 WT155               | 20 novembre 2009  | Spacewatch                |
| 796504 | 2009 WS157               | 20 novembre 2009  | Mount Lemmon Survey       |
| 796505 | 2009 WL168               | 27 ottobre 2009   | Spacewatch                |
| 796506 | 2009 WZ170               | 26 ottobre 2009   | Spacewatch                |
| 796507 | 2009 WM172               | 21 gennaio 2020   | Pan-STARRS 2              |
| 796508 | 2009 WX182               | 23 novembre 2009  | Mount Lemmon Survey       |
| 796509 | 2009 WD187               | 10 marzo 2007     | Mount Lemmon Survey       |
| 796510 | 2009 WG190               | 24 novembre 2009  | Spacewatch                |
| 796511 | 2009 WE191               | 24 novembre 2009  | Mount Lemmon Survey       |
| 796512 | 2009 WD193               | 22 settembre 2009 | Mount Lemmon Survey       |
| 796513 | 2009 WP194               | 24 novembre 2009  | Spacewatch                |
| 796514 | 2009 WX198               | 26 novembre 2009  | Mount Lemmon Survey       |
| 796515 | 2009 WO214               | 20 novembre 2009  | Spacewatch                |
| 796516 | 2009 WD224               | 16 novembre 2009  | Mount Lemmon Survey       |
| 796517 | 2009 WS234               | 11 luglio 2005    | Mount Lemmon Survey       |
| 796518 | 2009 WS246               | 8 novembre 2009   | Mount Lemmon Survey       |
| 796519 | 2009 WO253               | 16 novembre 2009  | Mount Lemmon Survey       |
| 796520 | 2009 WD254               | 9 novembre 2009   | Spacewatch                |
| 796521 | 2009 WZ258               | 8 novembre 2009   | Spacewatch                |
| 796522 | 2009 WB264               | 17 novembre 2009  | SSS                       |
| 796523 | 2009 WR270               | 19 novembre 2009  | Spacewatch                |
| 796524 | 2009 WY270               | 27 novembre 2009  | Mount Lemmon Survey       |
| 796525 | 2009 WJ272               | 4 gennaio 2014    | Pan-STARRS                |
| 796526 | 2009 WQ275               | 6 settembre 2013  | Spacewatch                |
| 796527 | 2009 WY275               | 16 giugno 2012    | Pan-STARRS                |
| 796528 | 2009 WN276               | 28 dicembre 2005  | Spacewatch                |
| 796529 | 2009 WP278               | 19 agosto 2012    | SSS                       |
| 796530 | 2009 WT278               | 15 ottobre 2014   | Spacewatch                |
| 796531 | 2009 WU278               | 25 novembre 2009  | Spacewatch                |
| 796532 | 2009 WD279               | 24 luglio 2015    | Pan-STARRS                |
| 796533 | 2009 WT279               | 13 giugno 2015    | Pan-STARRS                |
| 796534 | 2009 WZ279               | 8 febbraio 2011   | Mount Lemmon Survey       |
| 796535 | 2009 WK281               | 23 novembre 2009  | Spacewatch                |
| 796536 | 2009 WD284               | 17 novembre 2009  | Mount Lemmon Survey       |
| 796537 | 2009 WH284               | 17 ottobre 2014   | Mount Lemmon Survey       |
| 796538 | 2009 WA286               | 1 aprile 2016     | Mount Lemmon Survey       |
| 796539 | 2009 WC287               | 27 aprile 2012    | Pan-STARRS                |
| 796540 | 2009 WM287               | 27 novembre 2009  | Spacewatch                |
| 796541 | 2009 WF289               | 21 novembre 2009  | Spacewatch                |
| 796542 | 2009 WT289               | 23 novembre 2009  | Mount Lemmon Survey       |
| 796543 | 2009 WO291               | 17 novembre 2009  | Spacewatch                |
| 796544 | 2009 WR292               | 17 novembre 2009  | Mount Lemmon Survey       |
| 796545 | 2009 WK294               | 22 novembre 2009  | Spacewatch                |
| 796546 | 2009 WR294               | 26 novembre 2009  | Spacewatch                |
| 796547 | 2009 WG297               | 17 novembre 2009  | Mount Lemmon Survey       |
| 796548 | 2009 WX298               | 24 novembre 2009  | Spacewatch                |
| 796549 | 2009 WW299               | 17 novembre 2009  | Mount Lemmon Survey       |
| 796550 | 2009 WG300               | 20 novembre 2009  | Mount Lemmon Survey       |
| 796551 | 2009 WH300               | 24 novembre 2009  | Spacewatch                |
| 796552 | 2009 WV300               | 27 novembre 2009  | Mount Lemmon Survey       |
| 796553 | 2009 WG301               | 24 novembre 2009  | Spacewatch                |
| 796554 | 2009 WB302               | 24 novembre 2009  | Spacewatch                |
| 796555 | 2009 XM4                 | 10 dicembre 2009  | Mount Lemmon Survey       |
| 796556 | 2009 XF28                | 4 aprile 2017     | Pan-STARRS                |
| 796557 | 2009 XN28                | 15 settembre 2017 | Pan-STARRS                |
| 796558 | 2009 YV7                 | 20 novembre 2009  | Mount Lemmon Survey       |
| 796559 | 2009 YB28                | 13 agosto 2012    | Pan-STARRS                |
| 796560 | 2009 YD31                | 9 novembre 2013   | Spacewatch                |
| 796561 | 2009 YR31                | 18 dicembre 2009  | Spacewatch                |
| 796562 | 2009 YB32                | 17 dicembre 2009  | Mount Lemmon Survey       |
| 796563 | 2009 YG32                | 18 dicembre 2009  | Mount Lemmon Survey       |
| 796564 | 2010 AZ                  | 4 gennaio 2010    | Spacewatch                |
| 796565 | 2010 AQ1                 | 5 gennaio 2010    | Spacewatch                |
| 796566 | 2010 AN10                | 6 gennaio 2010    | Mount Lemmon Survey       |
| 796567 | 2010 AA14                | 7 gennaio 2010    | Spacewatch                |
| 796568 | 2010 AK21                | 3 novembre 2005   | Mount Lemmon Survey       |
| 796569 | 2010 AY26                | 6 gennaio 2010    | Mount Lemmon Survey       |
| 796570 | 2010 AV46                | 27 novembre 2009  | Spacewatch                |
| 796571 | 2010 AU51                | 9 ottobre 2008    | Mount Lemmon Survey       |
| 796572 | 2010 AZ64                | 19 dicembre 2009  | Spacewatch                |
| 796573 | 2010 AL140               | 8 ottobre 2008    | Spacewatch                |
| 796574 | 2010 AM152               | 28 gennaio 2015   | Pan-STARRS                |
| 796575 | 2010 AN160               | 21 novembre 2014  | Mount Lemmon Survey       |
| 796576 | 2010 AU163               | 12 gennaio 2010   | Spacewatch                |
| 796577 | 2010 AA165               | 11 gennaio 2010   | Spacewatch                |
| 796578 | 2010 BR144               | 16 settembre 2017 | Pan-STARRS                |
| 796579 | 2010 BJ146               | 27 gennaio 2010   | WISE                      |
| 796580 | 2010 BK148               | 28 gennaio 2010   | WISE                      |
| 796581 | 2010 CX26                | 8 gennaio 2010    | Spacewatch                |
| 796582 | 2010 CJ27                | 5 settembre 2008  | Spacewatch                |
| 796583 | 2010 CT36                | 13 febbraio 2010  | Mount Lemmon Survey       |
| 796584 | 2010 CZ54                | 15 febbraio 2010  | CSS                       |
| 796585 | 2010 CH55                | 15 febbraio 2010  | Mount Lemmon Survey       |
| 796586 | 2010 CM72                | 6 gennaio 2010    | Spacewatch                |
| 796587 | 2010 CA77                | 13 febbraio 2010  | Mount Lemmon Survey       |
| 796588 | 2010 CD79                | 24 settembre 2008 | CSS                       |
| 796589 | 2010 CY82                | 10 gennaio 2010   | Spacewatch                |
| 796590 | 2010 CG84                | 14 febbraio 2010  | Spacewatch                |
| 796591 | 2010 CB87                | 14 febbraio 2010  | Mount Lemmon Survey       |
| 796592 | 2010 CW94                | 2 dicembre 2005   | Osservatorio di Mauna Kea |
| 796593 | 2010 CZ102               | 14 febbraio 2010  | Mount Lemmon Survey       |
| 796594 | 2010 CO104               | 12 gennaio 2010   | Spacewatch                |
| 796595 | 2010 CO119               | 15 febbraio 2010  | Spacewatch                |
| 796596 | 2010 CO120               | 4 dicembre 2005   | Spacewatch                |
| 796597 | 2010 CW121               | 15 febbraio 2010  | Mount Lemmon Survey       |
| 796598 | 2010 CM122               | 15 febbraio 2010  | Mount Lemmon Survey       |
| 796599 | 2010 CS149               | 14 febbraio 2010  | Spacewatch                |
| 796600 | 2010 CB159               | 15 febbraio 2010  | Mount Lemmon Survey       |

## 796601–796700
| Nome   | Designazione provvisoria | Data di scoperta  | Scopritore                          |
| ------ | ------------------------ | ----------------- | ----------------------------------- |
| 796601 | 2010 CJ167               | 14 febbraio 2010  | Mount Lemmon Survey                 |
| 796602 | 2010 CF271               | 23 novembre 2014  | Pan-STARRS                          |
| 796603 | 2010 CV273               | 25 aprile 2015    | Pan-STARRS                          |
| 796604 | 2010 CF278               | 6 agosto 2018     | Pan-STARRS                          |
| 796605 | 2010 DZ2                 | 16 febbraio 2010  | Spacewatch                          |
| 796606 | 2010 DZ9                 | 16 febbraio 2010  | Mount Lemmon Survey                 |
| 796607 | 2010 DF11                | 16 febbraio 2010  | Mount Lemmon Survey                 |
| 796608 | 2010 DW35                | 16 febbraio 2010  | Spacewatch                          |
| 796609 | 2010 DS41                | 17 febbraio 2010  | Mount Lemmon Survey                 |
| 796610 | 2010 DA42                | 17 febbraio 2010  | Mount Lemmon Survey                 |
| 796611 | 2010 DG93                | 17 febbraio 2010  | Mount Lemmon Survey                 |
| 796612 | 2010 DX99                | 23 febbraio 2010  | WISE                                |
| 796613 | 2010 DG107               | 26 agosto 2012    | Pan-STARRS                          |
| 796614 | 2010 DN107               | 25 marzo 2014     | Spacewatch                          |
| 796615 | 2010 DU107               | 18 febbraio 2010  | Mount Lemmon Survey                 |
| 796616 | 2010 DW107               | 17 febbraio 2010  | Spacewatch                          |
| 796617 | 2010 DC113               | 18 febbraio 2010  | Mount Lemmon Survey                 |
| 796618 | 2010 DV113               | 16 febbraio 2010  | Mount Lemmon Survey                 |
| 796619 | 2010 DY113               | 17 febbraio 2010  | Spacewatch                          |
| 796620 | 2010 DX115               | 1 aprile 2016     | Pan-STARRS                          |
| 796621 | 2010 EG31                | 4 marzo 2010      | Spacewatch                          |
| 796622 | 2010 EC71                | 12 marzo 2010     | Mount Lemmon Survey                 |
| 796623 | 2010 EJ74                | 18 febbraio 2010  | Spacewatch                          |
| 796624 | 2010 EK87                | 13 marzo 2010     | Spacewatch                          |
| 796625 | 2010 EA93                | 14 marzo 2010     | Mount Lemmon Survey                 |
| 796626 | 2010 EM95                | 29 ottobre 2008   | Mount Lemmon Survey                 |
| 796627 | 2010 ES100               | 15 marzo 2010     | Spacewatch                          |
| 796628 | 2010 EB141               | 12 marzo 2010     | Spacewatch                          |
| 796629 | 2010 EM173               | 14 marzo 2010     | Mount Lemmon Survey                 |
| 796630 | 2010 EP175               | 1 gennaio 2016    | Mount Lemmon Survey                 |
| 796631 | 2010 ER182               | 10 marzo 2010     | WISE                                |
| 796632 | 2010 EC190               | 23 dicembre 2017  | Pan-STARRS                          |
| 796633 | 2010 EH190               | 9 febbraio 2014   | Mount Lemmon Survey                 |
| 796634 | 2010 EA191               | 12 marzo 2010     | Mount Lemmon Survey                 |
| 796635 | 2010 EK191               | 15 marzo 2010     | Mount Lemmon Survey                 |
| 796636 | 2010 EU191               | 13 marzo 2010     | Mount Lemmon Survey                 |
| 796637 | 2010 FS2                 | 16 marzo 2010     | Mount Lemmon Survey                 |
| 796638 | 2010 FO26                | 19 marzo 2010     | Mount Lemmon Survey                 |
| 796639 | 2010 FQ27                | 20 marzo 2010     | Mount Lemmon Survey                 |
| 796640 | 2010 FU97                | 18 marzo 2010     | Spacewatch                          |
| 796641 | 2010 FC123               | 2 marzo 2006      | Mount Lemmon Survey                 |
| 796642 | 2010 FZ133               | 29 marzo 2010     | WISE                                |
| 796643 | 2010 FB141               | 8 ottobre 2012    | Pan-STARRS                          |
| 796644 | 2010 FQ143               | 18 marzo 2010     | Mount Lemmon Survey                 |
| 796645 | 2010 FX144               | 19 marzo 2010     | Spacewatch                          |
| 796646 | 2010 FH146               | 19 marzo 2010     | Mount Lemmon Survey                 |
| 796647 | 2010 GY119               | 11 aprile 2010    | Spacewatch                          |
| 796648 | 2010 GF125               | 8 aprile 2010     | Spacewatch                          |
| 796649 | 2010 GP128               | 4 aprile 2010     | Spacewatch                          |
| 796650 | 2010 GQ133               | 11 aprile 2010    | Mount Lemmon Survey                 |
| 796651 | 2010 GQ135               | 21 marzo 2010     | Spacewatch                          |
| 796652 | 2010 GC175               | 21 marzo 2010     | Mount Lemmon Survey                 |
| 796653 | 2010 GU189               | 8 gennaio 2010    | Mount Lemmon Survey                 |
| 796654 | 2010 GV190               | 11 aprile 2010    | WISE                                |
| 796655 | 2010 GN191               | 9 febbraio 2016   | Pan-STARRS                          |
| 796656 | 2010 GS195               | 11 novembre 2009  | Mount Lemmon Survey                 |
| 796657 | 2010 GM201               | 9 aprile 2015     | Mount Lemmon Survey                 |
| 796658 | 2010 GN203               | 20 gennaio 2018   | Pan-STARRS                          |
| 796659 | 2010 GX205               | 21 marzo 2015     | Pan-STARRS                          |
| 796660 | 2010 GZ205               | 28 febbraio 2014  | Pan-STARRS                          |
| 796661 | 2010 GX207               | 10 aprile 2010    | Spacewatch                          |
| 796662 | 2010 GV209               | 9 aprile 2010     | Mount Lemmon Survey                 |
| 796663 | 2010 GY209               | 10 aprile 2010    | Mount Lemmon Survey                 |
| 796664 | 2010 GF212               | 9 aprile 2010     | Mount Lemmon Survey                 |
| 796665 | 2010 GS212               | 9 aprile 2010     | Spacewatch                          |
| 796666 | 2010 GU213               | 10 aprile 2010    | Spacewatch                          |
| 796667 | 2010 HT76                | 17 aprile 2010    | Mount Lemmon Survey                 |
| 796668 | 2010 HQ116               | 7 dicembre 2017   | Pan-STARRS                          |
| 796669 | 2010 HX129               | 25 aprile 2010    | WISE                                |
| 796670 | 2010 HU131               | 30 marzo 2015     | Pan-STARRS                          |
| 796671 | 2010 HK140               | 25 aprile 2010    | Spacewatch                          |
| 796672 | 2010 HW140               | 30 marzo 2016     | Pan-STARRS                          |
| 796673 | 2010 JA44                | 4 maggio 2010     | Spacewatch                          |
| 796674 | 2010 JG79                | 11 maggio 2010    | Mount Lemmon Survey                 |
| 796675 | 2010 JN181               | 1 agosto 2016     | Pan-STARRS                          |
| 796676 | 2010 JS182               | 30 settembre 2016 | Pan-STARRS                          |
| 796677 | 2010 JQ184               | 2 ottobre 2013    | Pan-STARRS                          |
| 796678 | 2010 JQ187               | 22 gennaio 2015   | Pan-STARRS                          |
| 796679 | 2010 JX196               | 11 maggio 2010    | WISE                                |
| 796680 | 2010 JN197               | 2 marzo 2014      | CTIO-DECam                          |
| 796681 | 2010 JR197               | 11 maggio 2010    | WISE                                |
| 796682 | 2010 JJ200               | 17 luglio 2016    | Pan-STARRS                          |
| 796683 | 2010 JS200               | 23 giugno 2015    | Pan-STARRS                          |
| 796684 | 2010 JO202               | 13 maggio 2010    | WISE                                |
| 796685 | 2010 JE204               | 4 maggio 2014     | Pan-STARRS                          |
| 796686 | 2010 JJ209               | 1 dicembre 2008   | Spacewatch                          |
| 796687 | 2010 JP209               | 19 giugno 2015    | Pan-STARRS                          |
| 796688 | 2010 JW214               | 5 maggio 2010     | Mount Lemmon Survey                 |
| 796689 | 2010 JW215               | 11 maggio 2010    | Mount Lemmon Survey                 |
| 796690 | 2010 KD39                | 19 maggio 2010    | Spacewatch                          |
| 796691 | 2010 KY61                | 18 maggio 2010    | Osservatorio astronomico di Maiorca |
| 796692 | 2010 KL133               | 17 maggio 2010    | WISE                                |
| 796693 | 2010 KU141               | 3 settembre 2010  | Mount Lemmon Survey                 |
| 796694 | 2010 KD147               | 26 luglio 2017    | Pan-STARRS                          |
| 796695 | 2010 KP148               | 25 maggio 2010    | WISE                                |
| 796696 | 2010 KW150               | 23 aprile 2014    | CTIO-DECam                          |
| 796697 | 2010 KU152               | 12 settembre 2016 | Pan-STARRS                          |
| 796698 | 2010 KH158               | 21 febbraio 2017  | Pan-STARRS                          |
| 796699 | 2010 KT160               | 25 agosto 2022    | Pan-STARRS                          |
| 796700 | 2010 LZ143               | 10 settembre 2010 | Mount Lemmon Survey                 |

## 796701–796800
| Nome   | Designazione provvisoria | Data di scoperta  | Scopritore                          |
| ------ | ------------------------ | ----------------- | ----------------------------------- |
| 796701 | 2010 LO148               | 22 maggio 2022    | Pan-STARRS 2                        |
| 796702 | 2010 LE150               | 30 settembre 2016 | Pan-STARRS                          |
| 796703 | 2010 LG151               | 11 settembre 2010 | Mount Lemmon Survey                 |
| 796704 | 2010 LF152               | 11 giugno 2010    | WISE                                |
| 796705 | 2010 LU153               | 12 giugno 2010    | WISE                                |
| 796706 | 2010 LN158               | 8 aprile 2014     | Pan-STARRS                          |
| 796707 | 2010 ME128               | 27 settembre 2016 | Pan-STARRS                          |
| 796708 | 2010 MQ129               | 23 giugno 2010    | WISE                                |
| 796709 | 2010 MM130               | 22 ottobre 2016   | Spacewatch                          |
| 796710 | 2010 MN131               | 3 settembre 2010  | Mount Lemmon Survey                 |
| 796711 | 2010 NP59                | 11 luglio 2010    | WISE                                |
| 796712 | 2010 NN123               | 9 settembre 2010  | Spacewatch                          |
| 796713 | 2010 NH138               | 28 luglio 2015    | Pan-STARRS                          |
| 796714 | 2010 NS146               | 14 novembre 2017  | Mount Lemmon Survey                 |
| 796715 | 2010 NM147               | 8 novembre 2015   | Mount Lemmon Survey                 |
| 796716 | 2010 OB134               | 20 luglio 2010    | WISE                                |
| 796717 | 2010 OQ145               | 22 maggio 2014    | Pan-STARRS                          |
| 796718 | 2010 OC147               | 27 luglio 2010    | WISE                                |
| 796719 | 2010 OW148               | 13 aprile 2015    | Pan-STARRS                          |
| 796720 | 2010 PS22                | 8 agosto 2010     | C. Rinner, F. Kugel                 |
| 796721 | 2010 PG23                | 6 agosto 2010     | LINEAR                              |
| 796722 | 2010 PT86                | 4 agosto 2010     | WISE                                |
| 796723 | 2010 PN90                | 13 agosto 2010    | Spacewatch                          |
| 796724 | 2010 PX90                | 10 agosto 2010    | Spacewatch                          |
| 796725 | 2010 PD92                | 13 agosto 2010    | Spacewatch                          |
| 796726 | 2010 RH                  | 1 settembre 2010  | Mount Lemmon Survey                 |
| 796727 | 2010 RU16                | 2 settembre 2010  | LINEAR                              |
| 796728 | 2010 RT19                | 4 novembre 2005   | Spacewatch                          |
| 796729 | 2010 RG23                | 3 settembre 2010  | Mount Lemmon Survey                 |
| 796730 | 2010 RC25                | 29 marzo 2009     | Mount Lemmon Survey                 |
| 796731 | 2010 RP25                | 2 aprile 2009     | Spacewatch                          |
| 796732 | 2010 RL27                | 3 settembre 2010  | Mount Lemmon Survey                 |
| 796733 | 2010 RY27                | 3 settembre 2010  | Mount Lemmon Survey                 |
| 796734 | 2010 RP45                | 6 settembre 2010  | Mount Lemmon Survey                 |
| 796735 | 2010 RM53                | 3 settembre 2010  | Mount Lemmon Survey                 |
| 796736 | 2010 RS58                | 5 settembre 2010  | Mount Lemmon Survey                 |
| 796737 | 2010 RY70                | 2 settembre 2010  | Mount Lemmon Survey                 |
| 796738 | 2010 RP76                | 11 settembre 2010 | Mount Lemmon Survey                 |
| 796739 | 2010 RK79                | 2 settembre 2010  | Osservatorio astronomico di Maiorca |
| 796740 | 2010 RK83                | 1 settembre 2010  | Mount Lemmon Survey                 |
| 796741 | 2010 RQ87                | 3 settembre 2010  | Mount Lemmon Survey                 |
| 796742 | 2010 RF90                | 3 settembre 2010  | Mount Lemmon Survey                 |
| 796743 | 2010 RM100               | 10 settembre 2010 | Spacewatch                          |
| 796744 | 2010 RX114               | 11 settembre 2010 | Spacewatch                          |
| 796745 | 2010 RK118               | 11 settembre 2010 | Spacewatch                          |
| 796746 | 2010 RM121               | 12 settembre 2010 | Mount Lemmon Survey                 |
| 796747 | 2010 RT128               | 14 settembre 2010 | Spacewatch                          |
| 796748 | 2010 RK129               | 15 settembre 2010 | Mount Lemmon Survey                 |
| 796749 | 2010 RE130               | 12 settembre 2015 | Pan-STARRS                          |
| 796750 | 2010 RF134               | 1 settembre 2010  | Mount Lemmon Survey                 |
| 796751 | 2010 RW135               | 10 settembre 2010 | Spacewatch                          |
| 796752 | 2010 RM137               | 3 novembre 2005   | Mount Lemmon Survey                 |
| 796753 | 2010 RC145               | 14 settembre 2010 | Spacewatch                          |
| 796754 | 2010 RG145               | 24 novembre 2000  | D. Team                             |
| 796755 | 2010 RN148               | 15 settembre 2010 | Spacewatch                          |
| 796756 | 2010 RH153               | 15 settembre 2010 | Spacewatch                          |
| 796757 | 2010 RT154               | 15 settembre 2010 | R. Holmes                           |
| 796758 | 2010 RX155               | 15 settembre 2010 | Spacewatch                          |
| 796759 | 2010 RK159               | 2 settembre 2010  | Mount Lemmon Survey                 |
| 796760 | 2010 RG168               | 2 settembre 2010  | Mount Lemmon Survey                 |
| 796761 | 2010 RL168               | 18 settembre 2006 | Spacewatch                          |
| 796762 | 2010 RR172               | 5 settembre 2010  | Mount Lemmon Survey                 |
| 796763 | 2010 RR175               | 9 settembre 2010  | N. Hashimoto, T. Sakamoto           |
| 796764 | 2010 RG178               | 14 settembre 2010 | Mount Lemmon Survey                 |
| 796765 | 2010 RX181               | 1 ottobre 2010    | Osservatorio astronomico di Maiorca |
| 796766 | 2010 RB192               | 26 gennaio 2012   | Pan-STARRS                          |
| 796767 | 2010 RD194               | 2 settembre 2010  | Mount Lemmon Survey                 |
| 796768 | 2010 RQ195               | 11 settembre 2010 | Spacewatch                          |
| 796769 | 2010 RZ203               | 2 settembre 2010  | Mount Lemmon Survey                 |
| 796770 | 2010 RR205               | 5 settembre 2010  | Mount Lemmon Survey                 |
| 796771 | 2010 RQ206               | 12 settembre 2010 | Spacewatch                          |
| 796772 | 2010 RR207               | 5 settembre 2010  | Spacewatch                          |
| 796773 | 2010 RF208               | 4 settembre 2010  | Mount Lemmon Survey                 |
| 796774 | 2010 RD209               | 2 settembre 2010  | Mount Lemmon Survey                 |
| 796775 | 2010 RK210               | 2 settembre 2010  | Mount Lemmon Survey                 |
| 796776 | 2010 RN210               | 5 settembre 2010  | Mount Lemmon Survey                 |
| 796777 | 2010 RU210               | 11 settembre 2010 | Mount Lemmon Survey                 |
| 796778 | 2010 RY213               | 4 settembre 2010  | Mount Lemmon Survey                 |
| 796779 | 2010 RW214               | 4 settembre 2010  | Spacewatch                          |
| 796780 | 2010 RS215               | 11 settembre 2010 | Spacewatch                          |
| 796781 | 2010 RR217               | 12 settembre 2010 | ESA OGS                             |
| 796782 | 2010 RX217               | 9 settembre 2010  | Spacewatch                          |
| 796783 | 2010 RD218               | 3 settembre 2010  | Mount Lemmon Survey                 |
| 796784 | 2010 RA219               | 15 settembre 2010 | Mount Lemmon Survey                 |
| 796785 | 2010 RN221               | 11 settembre 2010 | Mount Lemmon Survey                 |
| 796786 | 2010 RL222               | 10 settembre 2010 | Spacewatch                          |
| 796787 | 2010 RK225               | 2 settembre 2010  | Mount Lemmon Survey                 |
| 796788 | 2010 RC228               | 4 settembre 2010  | Mount Lemmon Survey                 |
| 796789 | 2010 SV4                 | 16 settembre 2010 | Mount Lemmon Survey                 |
| 796790 | 2010 SD5                 | 16 settembre 2010 | Spacewatch                          |
| 796791 | 2010 SS7                 | 17 settembre 2010 | Mount Lemmon Survey                 |
| 796792 | 2010 SG17                | 17 settembre 2010 | Spacewatch                          |
| 796793 | 2010 ST23                | 18 settembre 2010 | Mount Lemmon Survey                 |
| 796794 | 2010 SO25                | 29 settembre 2010 | Mount Lemmon Survey                 |
| 796795 | 2010 SF29                | 29 settembre 2010 | Mount Lemmon Survey                 |
| 796796 | 2010 SM32                | 30 settembre 2010 | Mount Lemmon Survey                 |
| 796797 | 2010 SP33                | 21 maggio 2014    | Pan-STARRS                          |
| 796798 | 2010 SQ34                | 30 settembre 2010 | Mount Lemmon Survey                 |
| 796799 | 2010 SV37                | 26 giugno 2015    | Pan-STARRS                          |
| 796800 | 2010 SC47                | 30 settembre 2010 | Mount Lemmon Survey                 |

## 796801–796900
| Nome   | Designazione provvisoria | Data di scoperta  | Scopritore                          |
| ------ | ------------------------ | ----------------- | ----------------------------------- |
| 796801 | 2010 SZ47                | 8 luglio 2015     | Pan-STARRS                          |
| 796802 | 2010 SR50                | 15 dicembre 2006  | Spacewatch                          |
| 796803 | 2010 SK56                | 30 settembre 2010 | Mount Lemmon Survey                 |
| 796804 | 2010 SD57                | 17 settembre 2010 | Mount Lemmon Survey                 |
| 796805 | 2010 SJ57                | 17 settembre 2010 | Mount Lemmon Survey                 |
| 796806 | 2010 SQ57                | 30 settembre 2010 | Mount Lemmon Survey                 |
| 796807 | 2010 SY58                | 26 marzo 2008     | Mount Lemmon Survey                 |
| 796808 | 2010 SB60                | 29 settembre 2010 | Mount Lemmon Survey                 |
| 796809 | 2010 SV60                | 17 settembre 2010 | Mount Lemmon Survey                 |
| 796810 | 2010 SZ61                | 18 settembre 2010 | Mount Lemmon Survey                 |
| 796811 | 2010 SX62                | 18 settembre 2010 | Spacewatch                          |
| 796812 | 2010 SD63                | 29 settembre 2010 | Mount Lemmon Survey                 |
| 796813 | 2010 SS64                | 18 settembre 2010 | Spacewatch                          |
| 796814 | 2010 SB66                | 30 settembre 2010 | Mount Lemmon Survey                 |
| 796815 | 2010 SE68                | 30 settembre 2010 | Mount Lemmon Survey                 |
| 796816 | 2010 TQ                  | 5 settembre 2010  | Mount Lemmon Survey                 |
| 796817 | 2010 TX                  | 5 settembre 2010  | Spacewatch                          |
| 796818 | 2010 TP1                 | 1 ottobre 2010    | Spacewatch                          |
| 796819 | 2010 TC6                 | 16 settembre 2010 | Spacewatch                          |
| 796820 | 2010 TQ10                | 18 marzo 2004     | Spacewatch                          |
| 796821 | 2010 TW20                | 1 ottobre 2010    | Spacewatch                          |
| 796822 | 2010 TZ26                | 10 novembre 2006  | Spacewatch                          |
| 796823 | 2010 TX31                | 2 ottobre 2010    | Spacewatch                          |
| 796824 | 2010 TB32                | 14 settembre 2010 | Spacewatch                          |
| 796825 | 2010 TF37                | 5 ottobre 2010    | R. Holmes                           |
| 796826 | 2010 TL40                | 11 settembre 2010 | Spacewatch                          |
| 796827 | 2010 TV41                | 2 ottobre 2010    | Spacewatch                          |
| 796828 | 2010 TA43                | 15 novembre 2006  | Spacewatch                          |
| 796829 | 2010 TN44                | 3 ottobre 2010    | Spacewatch                          |
| 796830 | 2010 TR47                | 8 ottobre 2010    | Spacewatch                          |
| 796831 | 2010 TX51                | 8 ottobre 2010    | Spacewatch                          |
| 796832 | 2010 TC52                | 8 ottobre 2010    | Spacewatch                          |
| 796833 | 2010 TA63                | 1 ottobre 2010    | Osservatorio astronomico di Maiorca |
| 796834 | 2010 TB64                | 15 settembre 2010 | Spacewatch                          |
| 796835 | 2010 TH67                | 18 settembre 2010 | Spacewatch                          |
| 796836 | 2010 TZ67                | 8 ottobre 2010    | Spacewatch                          |
| 796837 | 2010 TH69                | 18 settembre 2010 | Spacewatch                          |
| 796838 | 2010 TP69                | 28 settembre 2010 | Spacewatch                          |
| 796839 | 2010 TQ71                | 8 ottobre 2010    | Spacewatch                          |
| 796840 | 2010 TO72                | 9 settembre 2010  | Spacewatch                          |
| 796841 | 2010 TL76                | 8 ottobre 2010    | CSS                                 |
| 796842 | 2010 TV86                | 9 ottobre 2010    | Spacewatch                          |
| 796843 | 2010 TQ88                | 9 ottobre 2010    | Mount Lemmon Survey                 |
| 796844 | 2010 TL90                | 9 ottobre 2010    | Mount Lemmon Survey                 |
| 796845 | 2010 TJ93                | 1 ottobre 2010    | Mount Lemmon Survey                 |
| 796846 | 2010 TF100               | 17 settembre 2010 | Spacewatch                          |
| 796847 | 2010 TX101               | 30 settembre 2010 | Mount Lemmon Survey                 |
| 796848 | 2010 TU110               | 16 settembre 2010 | Spacewatch                          |
| 796849 | 2010 TJ127               | 10 ottobre 2010   | Mount Lemmon Survey                 |
| 796850 | 2010 TF136               | 11 ottobre 2010   | Mount Lemmon Survey                 |
| 796851 | 2010 TW137               | 11 ottobre 2010   | Mount Lemmon Survey                 |
| 796852 | 2010 TF140               | 11 ottobre 2010   | Mount Lemmon Survey                 |
| 796853 | 2010 TW147               | 11 ottobre 2010   | Mount Lemmon Survey                 |
| 796854 | 2010 TP156               | 27 marzo 2009     | CSS                                 |
| 796855 | 2010 TL162               | 18 ottobre 2006   | Spacewatch                          |
| 796856 | 2010 TQ164               | 25 novembre 2005  | Mount Lemmon Survey                 |
| 796857 | 2010 TG165               | 18 settembre 2010 | Mount Lemmon Survey                 |
| 796858 | 2010 TO170               | 25 ottobre 2003   | Spacewatch                          |
| 796859 | 2010 TJ176               | 29 settembre 2010 | Mount Lemmon Survey                 |
| 796860 | 2010 TM185               | 16 ottobre 2003   | Spacewatch                          |
| 796861 | 2010 TG198               | 11 ottobre 2010   | L. Elenin                           |
| 796862 | 2010 TZ198               | 13 ottobre 2010   | Mount Lemmon Survey                 |
| 796863 | 2010 TY199               | 1 ottobre 2010    | Spacewatch                          |
| 796864 | 2010 TB201               | 9 ottobre 2010    | Mount Lemmon Survey                 |
| 796865 | 2010 TC201               | 2 ottobre 2010    | Mount Lemmon Survey                 |
| 796866 | 2010 TF201               | 9 ottobre 2010    | Mount Lemmon Survey                 |
| 796867 | 2010 TR202               | 13 ottobre 2010   | Spacewatch                          |
| 796868 | 2010 TV209               | 8 ottobre 2015    | Pan-STARRS                          |
| 796869 | 2010 TF210               | 6 marzo 2013      | Pan-STARRS                          |
| 796870 | 2010 TE214               | 10 ottobre 2010   | Spacewatch                          |
| 796871 | 2010 TC219               | 3 ottobre 2010    | Spacewatch                          |
| 796872 | 2010 TJ220               | 14 ottobre 2010   | Mount Lemmon Survey                 |
| 796873 | 2010 TR220               | 12 ottobre 2010   | Spacewatch                          |
| 796874 | 2010 TK223               | 14 ottobre 2010   | Mount Lemmon Survey                 |
| 796875 | 2010 TX223               | 9 ottobre 2010    | Spacewatch                          |
| 796876 | 2010 TB224               | 1 ottobre 2010    | Mount Lemmon Survey                 |
| 796877 | 2010 TT224               | 12 ottobre 2010   | Mount Lemmon Survey                 |
| 796878 | 2010 TB225               | 14 ottobre 2010   | Mount Lemmon Survey                 |
| 796879 | 2010 TE225               | 13 ottobre 2010   | Mount Lemmon Survey                 |
| 796880 | 2010 TW227               | 1 ottobre 2010    | Spacewatch                          |
| 796881 | 2010 TJ228               | 10 ottobre 2010   | Mount Lemmon Survey                 |
| 796882 | 2010 TW228               | 1 ottobre 2010    | Mount Lemmon Survey                 |
| 796883 | 2010 TC229               | 2 ottobre 2010    | Mount Lemmon Survey                 |
| 796884 | 2010 TG231               | 8 ottobre 2010    | Spacewatch                          |
| 796885 | 2010 TV231               | 13 ottobre 2010   | Mount Lemmon Survey                 |
| 796886 | 2010 TY231               | 13 ottobre 2010   | Mount Lemmon Survey                 |
| 796887 | 2010 TM233               | 12 ottobre 2010   | Mount Lemmon Survey                 |
| 796888 | 2010 TN233               | 1 ottobre 2010    | Spacewatch                          |
| 796889 | 2010 TQ235               | 9 ottobre 2010    | Spacewatch                          |
| 796890 | 2010 TQ237               | 2 ottobre 2010    | Mount Lemmon Survey                 |
| 796891 | 2010 TV237               | 14 ottobre 2010   | Mount Lemmon Survey                 |
| 796892 | 2010 TF238               | 9 ottobre 2010    | Mount Lemmon Survey                 |
| 796893 | 2010 TO240               | 16 giugno 2018    | Pan-STARRS                          |
| 796894 | 2010 TL242               | 9 ottobre 2010    | Mount Lemmon Survey                 |
| 796895 | 2010 UJ14                | 14 ottobre 2010   | Mount Lemmon Survey                 |
| 796896 | 2010 UN32                | 11 ottobre 2010   | Mount Lemmon Survey                 |
| 796897 | 2010 UU34                | 29 ottobre 2010   | Mount Lemmon Survey                 |
| 796898 | 2010 UK40                | 29 ottobre 2010   | Z. Kuli, K. Sárneczky               |
| 796899 | 2010 UL49                | 12 ottobre 2010   | Mount Lemmon Survey                 |
| 796900 | 2010 UV67                | 11 ottobre 2010   | Mount Lemmon Survey                 |

## 796901–797000
| Nome   | Designazione provvisoria | Data di scoperta  | Scopritore                |
| ------ | ------------------------ | ----------------- | ------------------------- |
| 796901 | 2010 UA68                | 10 ottobre 2010   | Spacewatch                |
| 796902 | 2010 UW68                | 31 ottobre 2010   | Z. Kuli                   |
| 796903 | 2010 UD69                | 31 ottobre 2010   | Z. Kuli                   |
| 796904 | 2010 US84                | 9 ottobre 2010    | Mount Lemmon Survey       |
| 796905 | 2010 UL85                | 30 ottobre 2010   | Mount Lemmon Survey       |
| 796906 | 2010 UL87                | 30 ottobre 2010   | Mount Lemmon Survey       |
| 796907 | 2010 UQ98                | 13 ottobre 2010   | Mount Lemmon Survey       |
| 796908 | 2010 UC103               | 3 novembre 2010   | Mount Lemmon Survey       |
| 796909 | 2010 UB106               | 3 novembre 2010   | Mount Lemmon Survey       |
| 796910 | 2010 UY109               | 31 ottobre 2010   | Mount Lemmon Survey       |
| 796911 | 2010 UZ111               | 17 ottobre 2010   | Mount Lemmon Survey       |
| 796912 | 2010 UY112               | 29 ottobre 2010   | Spacewatch                |
| 796913 | 2010 UD116               | 28 agosto 2014    | Pan-STARRS                |
| 796914 | 2010 UT118               | 28 luglio 2014    | Pan-STARRS                |
| 796915 | 2010 UD120               | 29 ottobre 2010   | Mount Lemmon Survey       |
| 796916 | 2010 UE120               | 17 ottobre 2010   | Mount Lemmon Survey       |
| 796917 | 2010 UH121               | 17 ottobre 2010   | Mount Lemmon Survey       |
| 796918 | 2010 UL122               | 28 ottobre 2010   | Mount Lemmon Survey       |
| 796919 | 2010 UN122               | 30 ottobre 2010   | Spacewatch                |
| 796920 | 2010 UA123               | 17 ottobre 2010   | Mount Lemmon Survey       |
| 796921 | 2010 UY123               | 17 ottobre 2010   | Mount Lemmon Survey       |
| 796922 | 2010 UD124               | 31 ottobre 2010   | Mount Lemmon Survey       |
| 796923 | 2010 UB125               | 17 ottobre 2010   | Mount Lemmon Survey       |
| 796924 | 2010 UZ125               | 30 ottobre 2010   | Mount Lemmon Survey       |
| 796925 | 2010 UV126               | 30 ottobre 2010   | Mount Lemmon Survey       |
| 796926 | 2010 UH129               | 17 ottobre 2010   | Mount Lemmon Survey       |
| 796927 | 2010 UY129               | 17 ottobre 2010   | Mount Lemmon Survey       |
| 796928 | 2010 UL130               | 17 ottobre 2010   | Mount Lemmon Survey       |
| 796929 | 2010 UN130               | 28 ottobre 2010   | Mount Lemmon Survey       |
| 796930 | 2010 US130               | 30 ottobre 2010   | Mount Lemmon Survey       |
| 796931 | 2010 UH132               | 19 ottobre 2010   | Mount Lemmon Survey       |
| 796932 | 2010 UO133               | 17 ottobre 2010   | Mount Lemmon Survey       |
| 796933 | 2010 US133               | 28 ottobre 2010   | Mount Lemmon Survey       |
| 796934 | 2010 UJ134               | 17 ottobre 2010   | Mount Lemmon Survey       |
| 796935 | 2010 UP134               | 17 ottobre 2010   | Mount Lemmon Survey       |
| 796936 | 2010 UQ135               | 17 ottobre 2010   | Mount Lemmon Survey       |
| 796937 | 2010 UR136               | 31 ottobre 2010   | Mount Lemmon Survey       |
| 796938 | 2010 UD139               | 17 ottobre 2010   | Mount Lemmon Survey       |
| 796939 | 2010 VF9                 | 1 novembre 2010   | Mount Lemmon Survey       |
| 796940 | 2010 VF10                | 1 novembre 2010   | CSS                       |
| 796941 | 2010 VH13                | 1 novembre 2010   | Mount Lemmon Survey       |
| 796942 | 2010 VD22                | 7 ottobre 2010    | CSS                       |
| 796943 | 2010 VK23                | 12 ottobre 2010   | Mount Lemmon Survey       |
| 796944 | 2010 VV24                | 1 novembre 2010   | Spacewatch                |
| 796945 | 2010 VK28                | 19 ottobre 2006   | CSS                       |
| 796946 | 2010 VP40                | 11 ottobre 2010   | Mount Lemmon Survey       |
| 796947 | 2010 VQ40                | 15 settembre 2010 | L. Bernasconi             |
| 796948 | 2010 VY49                | 3 novembre 2010   | Spacewatch                |
| 796949 | 2010 VB50                | 19 ottobre 2010   | Mount Lemmon Survey       |
| 796950 | 2010 VW52                | 3 novembre 2010   | Mount Lemmon Survey       |
| 796951 | 2010 VP64                | 6 novembre 2010   | Mount Lemmon Survey       |
| 796952 | 2010 VP72                | 2 ottobre 2010    | Mount Lemmon Survey       |
| 796953 | 2010 VH75                | 12 ottobre 2010   | Mount Lemmon Survey       |
| 796954 | 2010 VL78                | 11 settembre 2010 | Mount Lemmon Survey       |
| 796955 | 2010 VQ79                | 27 ottobre 2005   | Mount Lemmon Survey       |
| 796956 | 2010 VT87                | 14 ottobre 2010   | Mount Lemmon Survey       |
| 796957 | 2010 VM90                | 6 novembre 2010   | Spacewatch                |
| 796958 | 2010 VX92                | 31 ottobre 2010   | Mount Lemmon Survey       |
| 796959 | 2010 VD95                | 7 novembre 2010   | Mount Lemmon Survey       |
| 796960 | 2010 VA96                | 8 novembre 2010   | Mount Lemmon Survey       |
| 796961 | 2010 VV108               | 6 novembre 2010   | Mount Lemmon Survey       |
| 796962 | 2010 VO109               | 6 novembre 2010   | Mount Lemmon Survey       |
| 796963 | 2010 VN112               | 10 novembre 1999  | Spacewatch                |
| 796964 | 2010 VJ115               | 7 novembre 2010   | Mount Lemmon Survey       |
| 796965 | 2010 VH119               | 8 novembre 2010   | Spacewatch                |
| 796966 | 2010 VD120               | 8 novembre 2010   | Spacewatch                |
| 796967 | 2010 VL120               | 8 novembre 2010   | Spacewatch                |
| 796968 | 2010 VT125               | 8 novembre 2010   | Spacewatch                |
| 796969 | 2010 VZ131               | 1 novembre 2010   | Mount Lemmon Survey       |
| 796970 | 2010 VB132               | 17 ottobre 2010   | Mount Lemmon Survey       |
| 796971 | 2010 VY133               | 9 ottobre 2010    | Mount Lemmon Survey       |
| 796972 | 2010 VJ134               | 30 ottobre 2010   | Z. Kuli, K. Sárneczky     |
| 796973 | 2010 VA139               | 15 ottobre 2010   | G. Hug                    |
| 796974 | 2010 VO143               | 6 novembre 2010   | Mount Lemmon Survey       |
| 796975 | 2010 VR148               | 6 novembre 2010   | Mount Lemmon Survey       |
| 796976 | 2010 VF154               | 7 novembre 2010   | Mount Lemmon Survey       |
| 796977 | 2010 VV156               | 8 novembre 2010   | Spacewatch                |
| 796978 | 2010 VM158               | 8 novembre 2010   | P. Forshay, M. Micheli    |
| 796979 | 2010 VC175               | 19 novembre 2003  | Spacewatch                |
| 796980 | 2010 VK175               | 11 novembre 2010  | Spacewatch                |
| 796981 | 2010 VK182               | 1 novembre 2010   | K. Nishiyama, T. Sakamoto |
| 796982 | 2010 VV189               | 13 novembre 2010  | Mount Lemmon Survey       |
| 796983 | 2010 VK190               | 13 novembre 2010  | Mount Lemmon Survey       |
| 796984 | 2010 VD194               | 13 novembre 2010  | Mount Lemmon Survey       |
| 796985 | 2010 VP197               | 14 novembre 2010  | Mount Lemmon Survey       |
| 796986 | 2010 VW215               | 3 novembre 2010   | PTF                       |
| 796987 | 2010 VB218               | 1 aprile 2008     | Spacewatch                |
| 796988 | 2010 VX219               | 2 novembre 2010   | Spacewatch                |
| 796989 | 2010 VF231               | 2 novembre 2010   | Mount Lemmon Survey       |
| 796990 | 2010 VZ233               | 23 febbraio 2012  | Spacewatch                |
| 796991 | 2010 VM234               | 10 novembre 2010  | Mount Lemmon Survey       |
| 796992 | 2010 VZ234               | 8 novembre 2010   | Mount Lemmon Survey       |
| 796993 | 2010 VW235               | 13 novembre 2010  | Mount Lemmon Survey       |
| 796994 | 2010 VP236               | 13 novembre 2010  | Mount Lemmon Survey       |
| 796995 | 2010 VC237               | 8 novembre 2010   | Mount Lemmon Survey       |
| 796996 | 2010 VC240               | 1 novembre 2010   | Mount Lemmon Survey       |
| 796997 | 2010 VC245               | 3 novembre 2010   | Mount Lemmon Survey       |
| 796998 | 2010 VR245               | 3 novembre 2010   | Mount Lemmon Survey       |
| 796999 | 2010 VW247               | 12 novembre 2010  | Mount Lemmon Survey       |
| 797000 | 2010 VJ248               | 10 novembre 2010  | Spacewatch                |